# Paul Ortwin Rave
Paul Ortwin Rave (* 10. Juli 1893 in Elberfeld; † 16. Mai 1962 in Idar-Oberstein) war ein deutscher Kunsthistoriker und von 1937 bis 1950 Direktor der Nationalgalerie in Berlin.

## Biografie
Rave, Sohn eines Apothekers, besuchte ein Gymnasium in Bonn und war in der Jugendbewegung aktiv. Nach seiner Teilnahme am Ersten Weltkrieg studierte er ab 1918 an der Universität Bonn Kunstgeschichte, Klassische Archäologie und Literaturgeschichte und wurde 1922 bei Paul Clemen mit einer Arbeit über die Kirche St. Severus in Boppard und den romanischen Emporenbau promoviert. 
Auf Empfehlung Clemens kam er daraufhin an die Verwaltung der Nationalgalerie in Berlin, an der er bald zum Kustos ernannt wurde und das Schinkel-Museum leitete. Rave arbeitete mit dem damaligen Direktor der Nationalgalerie Ludwig Justi beim Aufbau einer Sammlung für moderne Kunst der Nationalgalerie zusammen. Justi wurde 1933 von den Nationalsozialisten entlassen und durch Alois Schardt ersetzt. Nachdem auch dieser in Ungnade gefallen war, wurde Eberhard Hanfstaengl Direktor, der sich jedoch weigerte, bei der Beschlagnahmung moderner Kunstwerke für die Ausstellung „Entartete Kunst“ durch die nationalsozialistischen Kunstpolitiker Adolf Ziegler und Wolfgang Willrich mitzuarbeiten. 
So übernahm Rave 1937 kommissarisch die Leitung der Sammlung im Kronprinzenpalais und wurde Direktor der Nationalgalerie, deren Sammlungen der Moderne er in der NS-Zeit verteidigte. In dieser Funktion war Rave in den nationalsozialistischen Kunstraub involviert; er erkundigte sich gezielt nach Werken aus dem Besitz der nach England emigrierten Sammlerin Marie Busch, die er in die Sammlung der Nationalgalerie übernehmen wollte. 1945 war er damit beauftragt, die Einlagerung von Kunstschätzen der Berliner Museen in den Kaliminen bei Merkers zu beaufsichtigen, wo sie zusammen mit dem Goldschatz der Reichsbank am 8. April 1945 von den amerikanischen Truppen der 3. US-Armee sichergestellt wurden. Seine Position behielt er auch nach dem Krieg, trat aber 1950 zurück, als sich die Spaltung Berlins und damit auch der Nationalgalerie verfestigt hatte. Danach war er 1954 bis 1961 Leiter der Kunstbibliothek in West-Berlin.
Raves bevorzugtes Arbeitsfeld war die preußische Kunst der Jahrzehnte um 1800. Insbesondere widmete er sich der Schinkelforschung und wurde 1939 Herausgeber der Schriftenreihe Karl Friedrich Schinkel Lebenswerk. 1949 erschien Raves Buch Kunstdiktatur im Dritten Reich, das sich kritisch mit der nationalsozialistischen Kunstpolitik, insbesondere der Aktion „Entartete Kunst“, auseinandersetzt.

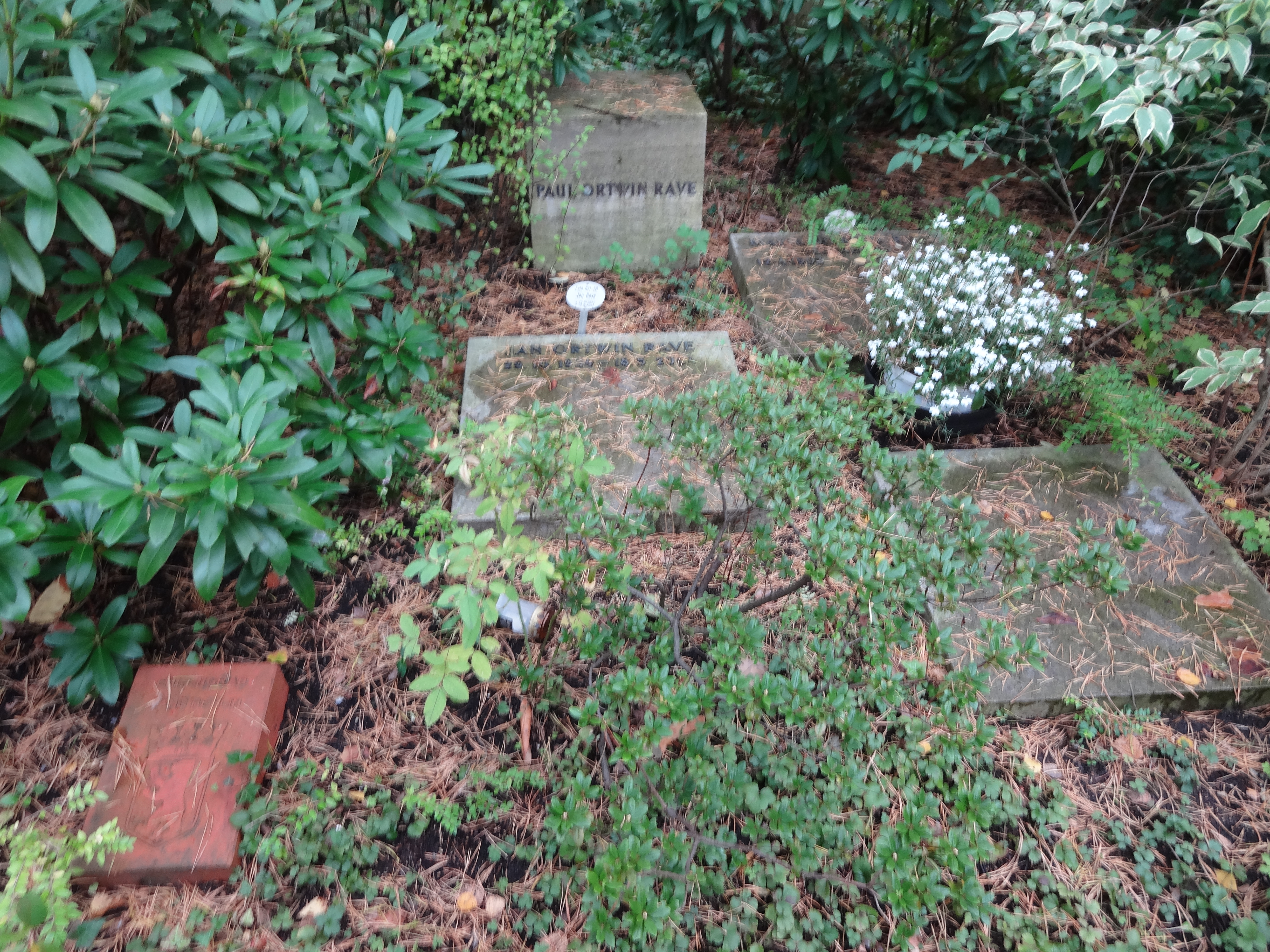
Grabstätte von Paul Ortwin Rave auf dem Waldfriedhof Zehlendorf (hier noch als Ehrengrab gekennzeichnet)

Paul Ortwin Rave starb 1962 im Alter von 68 Jahren in Idar-Oberstein. Seine letzte Ruhestätte fand er auf dem Waldfriedhof Zehlendorf in Berlin. Das Grab war von 1992 bis 2014 als Berliner Ehrengrab gewidmet. 
Seit 1933 war Rave mit der Malerin Maria Theresia Rave-Faensen (1903–1987) verheiratet, ihre beiden Söhne Jan (1934–2004) und Rolf (* 1936) wurden beide Architekten. Der Denkmalpfleger Wilhelm Rave (1886–1958) war sein Bruder.

## Ehrungen
- 1953: Verdienstkreuz (Steckkreuz) der Bundesrepublik Deutschland

## Veröffentlichungen (Auswahl)
- Tempel Italiens. Verlag des Kunstgeschichtlichen Seminars der Universität, Frankfurt am Main 1924.
- Die alten Gärten und ländlichen Parke in der Mark Brandenburg. In: Brandenburgische Jahrbücher. Nr. 14./15. Potsdam, Berlin 1939.
- Das Antlitz der Romantik. Bildnisse und Selbstbildnisse deutscher Künstler. H. F. Günther, Stuttgart o. J. (1946?).
- Kunstdiktatur im Dritten Reich, Berlin (West) 1949.
- Die Geschichte der Nationalgalerie Berlin. Hrsg. von der Nationalgalerie der Staatlichen Museen Preußischer Kulturbesitz. Berlin (West), 1968.
- Schriften über Künstler und die Kunst. Ausgewählt, herausgegeben und eingeleitet von Stephan Waetzoldt. Gerd Hatje, Stuttgart 1994.